# Кулидж, Арчибальд Кэри
Арчибальд Кэри Кулидж (англ. Archibald Cary Coolidge; 1866—1928) — основатель академического славяноведения в США, один из первых американских специалистов по истории России.

## Биография
Родился в Бостоне в состоятельной семье в 1866 году. Прямой потомок Томаса Джефферсона. Обучался в частных школах Бостона и Вирджинии. По окончании Гарвардского университета совершил много путешествий, изучая историю и культуру других стран; в это время провёл 7 месяцев в России (в Санкт-Петербурге) и выучил русский язык.
В 1890-1891 годах сотрудник миссии США в Санкт-Петербурге. Возвратившись в США, с 1899 по 1908 год был преподавателем истории в Гарварде и вёл курс истории России. В 1895 году на ежегодном собрании Американской исторической ассоциации он представил первый доклад о России. Преподавал историю в этом же университете, получил звание профессора в 1908 году.
В 1911 году назначен директором Гарвардской библиотеки; оставался на этом посту до смерти в 1928 году. В одном из выступлений тех лет заявил, что будет категорически возражать против приёма на работу в Гарвардский университет любого специалиста по истории Европы, не обладающего рабочим знанием по меньшей мере 3 языков — французского, немецкого и русского. В 1921 году от имени Американского национального Красного Креста принимал участие в переговорах с правительством Советской России по вопросу о распределении продовольственной помощи голодающим в России.
В 1922 году организовал журнал «Форин афферс», и был его главным редактором до 1927 года, стремясь публиковать в нём больше материалов о России. За первые 50 лет существования в журнале были опубликованы 220 статей по советской тематике (почти по одной статье в каждом номере). По утверждению дипломата Р. С. Овинникова, «ни одна из них не была дружелюбной». Выступал за признание Советского Союза, считая, что это государство просуществует долго.
Был членом Англо-русского литературного общества.